# 島津興業
株式会社島津興業（しまづこうぎょう）は、鹿児島県鹿児島市に本社を置く観光事業、地域開発事業を行う企業である。

## 沿革
- 1851年 - 藩主・島津斉彬が殖産興業・富国強兵の政策を採り、場内に精錬所を設け反射炉雛形を建設。
- 1922年 - 薩摩興業株式会社を設立。
- 1951年 - 株式会社島津興業に社名変更。
- 2008年4月 - グループを再編し、薩摩焼・薩摩切子の子会社等を株式会社島津興業に吸収。

## 所有・管理施設
- 仙巌園
第19代当主の島津光久によって造園された庭園である。国指定の名勝。
- 尚古集成館
第28代当主の島津斉彬による集成館事業の一環として建造された製鉄、造船、紡績等の機械工場であった。現在は当時の史料や薩摩切子、薩摩焼などを展示する博物館になっている。本館は国指定の重要文化財であり、世界文化遺産「明治日本の産業革命遺産」の構成資産の一つである。
- 旧島津家芹ヶ野金山鉱業事業所（スターバックス鹿児島仙巌園店）
国の登録有形文化財[1]。2017年（平成29年）3月にコーヒーショップであるスターバックス鹿児島仙巌園店が開業した[2]。
- 野天風呂 薩摩いろはの湯
鹿児島市東開町にあったスーパー銭湯。近隣にイオンモール鹿児島がある。2018年9月30日に営業を終了した。
- 島津ゴルフ倶楽部

## グループ会社
- 株式会社島津建設 - 建設業。
- 島津リテールサービス株式会社 - コンビニエンスストアの運営。
- 南九州クリーンエネルギー株式会社 - 牟礼ヶ岡ウインドファームの運営。